# Pedicularis apodochila
Pedicularis apodochila är en snyltrotsväxtart som beskrevs av Carl Maximowicz. Pedicularis apodochila ingår i släktet spiror, och familjen snyltrotsväxter. Inga underarter finns listade i Catalogue of Life.

## Bildgalleri

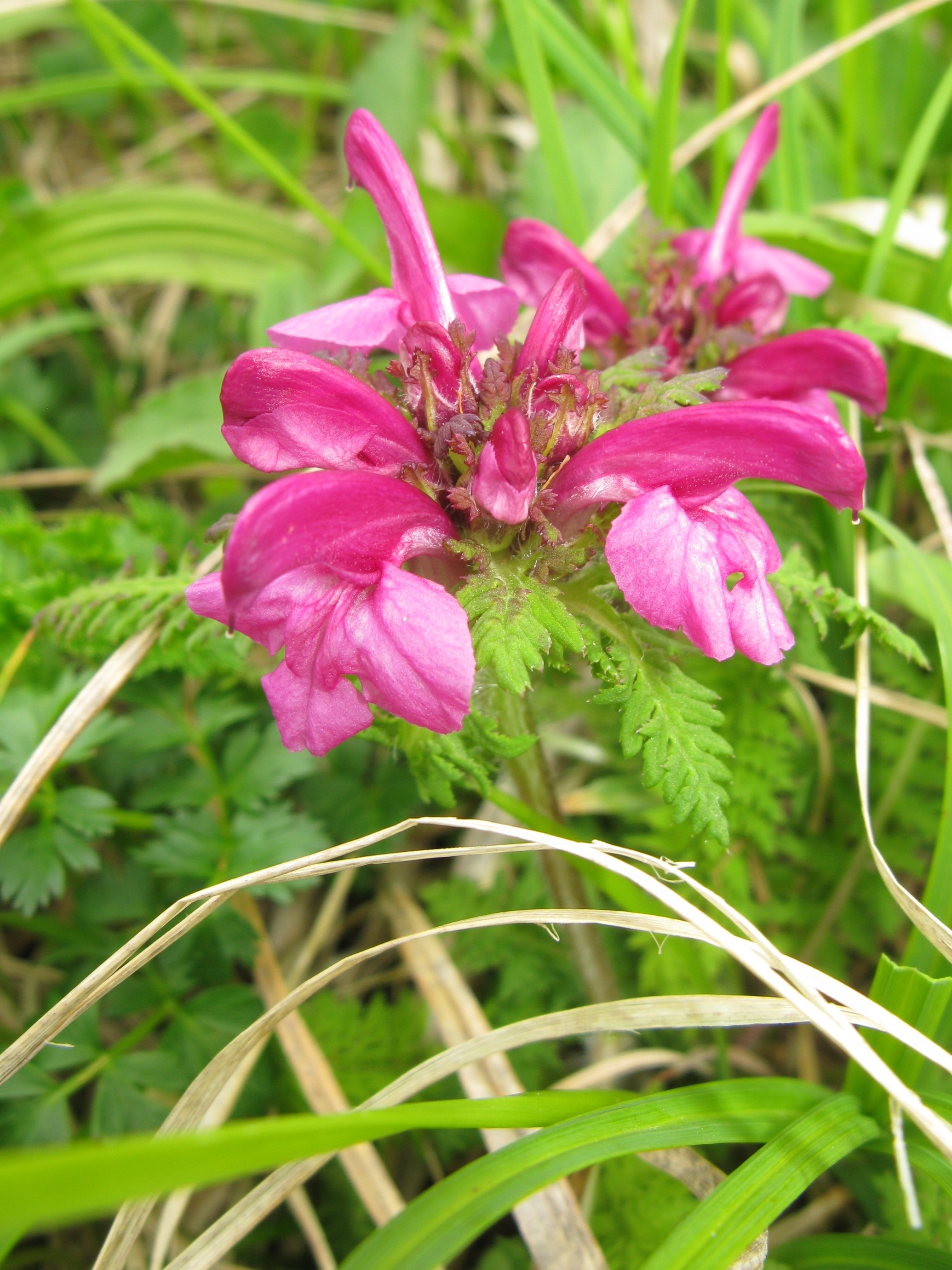
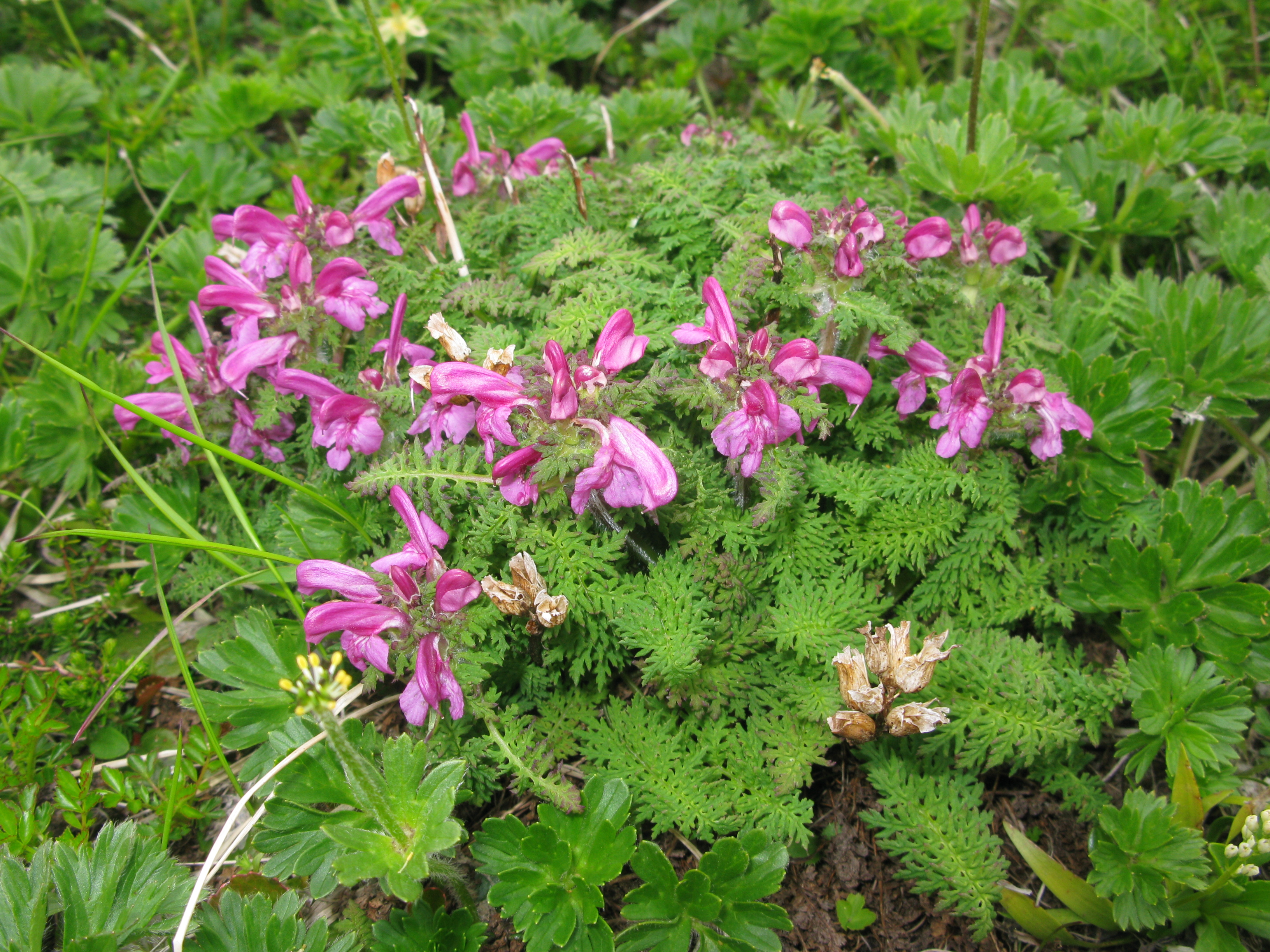